# Савино
Савино е село в Югоизточна България. То се намира в община Тунджа, област Ямбол.

## География
Село Савино е разположено в подножието на Светиилийските възвишения – хълм, свързан с историческото развитие на България. Селото наброява 250 души постоянно пребиваващи жители и 18 с временно жителство. Основният поминък на населението е земеделието. Отглеждат се зърнени култури – царевица, пшеница, ечемик, слънчоглед. Отглеждат се и лозя. Възвишенията край селото са залесени с иглолистна и широколистна гора, преобладаващите дървесни видове са бор и дъб.

## История
До 1934 година името на селото е Гюбел Курфанли или Гюбел Курофанлии. Данните за произхода на селото датират от V век пр. Хр., за което свиделстват историческите извори и разкопките. Сведения за селото под името Куртфанли има в турски регистри от 1399 и 1458 година.

## Обществени институции
- Читалище „Никола Йонков Вапцаров“

## Културни и природни забележителности
В центъра на селото има паметник на загиналите във войните савинци.

## Редовни събития
Ежегоден събор на 2 май.